# أكمل خولماتوف
أكمل خولماتوف (بالإنجليزية: Akmal Kholmatov)‏ (مواليد 4 أبريل 1976 في طاجيكستان) لاعب كرة قدم طاجيكستاني دولي يجيد اللعب في مركز الوسط . يلعب حاليا لصالح نادي باس همدان الإيراني منذ سنة 2010 .

## روابط خارجية
- أكمل خولماتوف على موقع الاتحاد الدولي (مؤرشف)  (الإنجليزية)
- أكمل خولماتوف على موقع قاعدة بيانات كرة القدم.إي يو (الإنجليزية)
- أكمل خولماتوف على موقع ناشيونال فوتبول تيمز (الإنجليزية)
- أكمل خولماتوف على موقع Soccerway.com (الإنجليزية)